# Valencia Football Club
El Valencia Football Club es un equipo de fútbol de la Liga de fútbol de Haití, con sede en la ciudad de Léogâne, Haití. Este equipo juega sus partidos de local en el Parc Indrich de Four ubicado en la ciudad de Léogâne.

## Palmarés
- Liga de fútbol de Haití: 1

2012
- Segunda División de Haití: 2

2007, 2017-18